# Семиология Ролана Барта
Семиология Ролана Барта — это одна из лингвистических теорий исследования медиа, совмещающая в себе методологию структурализма и семиотики, сущностная идея которой заключается в существовании коннативных смыслов в сообщении. Примечательно, что скрытые смыслы, заключенные в знаковых системах, рассматриваются как неосознаваемые людьми.
На простом уровне структурные связи между словами и их значениями стройны и понятны. Но при более глубинном анализе, можно отметить, что основой семиотики является изучение вторичных языков сигнификации, то есть значения, сформированные при помощи сложных комплексов знаков как структурных элементов. Такие знаки формируются не просто на единичных словах, как на простом уровне, а на предложениях, их связях, интеракции персонажей и их состояний. Именно этот подход к семиологии и отражает итоговую эволюцию взглядов Ролана Барта.

## История
Семиотика Ролана Барта на начальном этапе была сосредоточена на исследовании того, как люди наделяют значением те или иные слова или явления. Ведь вещи всегда полисемичны по мнению исследователя. А культура общества является универсальной системой знаков, а кроме того создает новые для осмысления реальности. В дальнейшем Р.Барт органично соединяет семиологию со структурным методом, что значительно расширяет возможности исследования. Под структурализмом, автор понимает деятельность, заключающуюся в определенной последовательности мыслительных операций, которая позволяет выявлять скрытые структуры в окружающей действительности. Дальнейшее развитие его научной деятельности является переосмысление работ структуралиста К. Леви-Строса, выразившиеся в исследование латентных в буржуазном обществе идеологизированных знаковых систем.

## Сущность семиологии по Барту
По мнению Р.Барта сущностно семиологию определяют 4 элемента. Во-первых, дихотомия языка, как социального института, и речи, как индивидуализированного акта. Во-вторых, существование обозначаемого и обозначающего, для обнаружения систем знаков. В-третьих, существование системы(или парадигмы) и синтагмы, системного взаимодействия элементов языка( например словоформы) и линейного отношения элементов( следующих друг за другом). Синтагматические отношения связаны с тем, что человек не может произнести два слова единовременно, а значит ему нужно соблюдать определённую последовательность для формирования смысла. Парадигматические отношения связаны с приобретением различных смыслов в зависимости от структуры всей системы слов. В четвертых, денотация и коннотация, то есть существования границы между идеологизированным и простым текстом.
Р. Бартом в работе «Мифология» была разработана собственная теория мифа, на основе которой он изучал различные коммуникативные явления. Миф, по Барту, является вторичной семиотической системой, то есть строится на превращении означаемого в первичной семиотической системе в означающее во вторичной: «Миф представляет собой особую систему, и особенность эта заключается в том, что он создается на основе некоторой последовательности знаков, которая существует до него; Миф является вторичной семиологической системой. Знак (то есть результат ассоциации, концепта и акустического образа) первой системы становится всего лишь означающим во второй системе». Практическим примером, который позволяет осмыслить эту конструкцию является реклама политического лидера. Его деятельность преподносится не за счет прямого восхваления, а за счет его презентации как «человека дела». Например, политический лидер посещает детский дом и общается с воспитанниками. В первичной семиологической системе он посещает конкретный детский дом и конкретных детей, во вторичной же демонстрирует заботу и внимание политика к своему народу, о обездоленных. Тем самым, воплощая миф о деятельной власти и восхваляя лидера.
В более поздних своих работах, Р. Барт приходит к выводу о конце исторического мифа об авторе и произведении, а также о произведении и критике, заменяя его идеей сосуществования, взаимопроникновения читателя и текста, которое дает намного больше, чем простое знание
Что касается идеологии, то для Р. Барта, это ни что иное, как ложное сознание индивида, которое подменяет собой истинные мотивы ложными. Идеология это некий сформированный обществом ценностный фильтр, находящийся между индивидом и внешним миром и определяющий его отношений к этому самому миру. Главной задачей новой семиологии является изучение идеологий и их разрушение. При чем, под разрушением автором понимается не их уничтожение, а осмысление их структурных оснований и раскрытие механизма воздействия идеологических знаков. Для нивелирования идеологического воздействия Р. Бартом был предложен «нулевой уровень письма», реализуемый через отказ от использования идеологизированных языков.

## Семиология кино Ролана Барта

### Кино как “дискретный код”
Ролан Барт рассматривает искусство (в том числе и кино) в качестве кода. Специфика кинематографического кода заключается в отношении между автором и зрителем – носителями шифра. Автору шифр нужен, чтобы свои мысли и образы перевести на киноязык. Получившаяся в результате перевода картина заново переводится зрителем. Примечательно, что шифр у всех разный. Это происходит из-за различного опыта у каждого человека. Именно поэтому нельзя в полной мере постичь авторский замысел картины, равно как и чужие впечатления после просмотра.
Описанная черта характерна всем видам искусства, однако кино имеет одну важную особенность. Барт считает, что кинокод непостоянен – сообщение фильма делится на множество частей. Это связано со свойством кино репрезентировать реальность. Иначе говоря, кино имеет свойство отражать реальность, не добавляя новых смыслов. Такую особенность легко усмотреть в различии между порнографией и эротикой. Первая – обычная съёмка полового акта, которая никак не относится к кино: реальность и так полна знаков, а значит, её отражение в кино не добавляет ни единого смысла. Эротика же использует скрытность и недосказанность, и эти приёмы – очевидные знаки кинокода, которые приносят эротике больше значения, чем обычная съёмка действительности.
В связи с дискретностью кино возникает проблема его мышления в единстве. Соответственно, становится затруднительным общий анализ той или иной картины. Из-за таких трудностей имеет смысл вспомнить рядовой совет известных режиссёров снимать только то, что нужно.

### Кино и движение
Ролан Барт, анализируя кино, сравнивает его с «ближайшим родственником», а именно с фотографией. Барт в своих текстах обозревает фотограмму (последовательный набор статичных кадров фильма) нескольких кинокартин Сергея Эйзенштейна. По мнению философа, кинематограф всегда являлся «движущейся фотографией», а это говорит о важности процесса осмотра каждого фильма в статике. Кадр (особенно с музыкальным сопровождением) объемлет множество знаков: музыка, положение предметов в кадре, цвет определяют его значение. Однако движение в кино оказывается самым важным элементом, потому что связь кадров друг с другом – наивысшая ценность кинематографа. Барт отмечает, что два последовательных кадра из фотограммы раздельно друг от друга имеют одно значение, однако, слившись в единстве, рождается «третий смысл», который выражается во впечатлении зрителя от движения кино.
Тем не менее, несмотря на важность «третьего смысла», кино этим не исключается. Для полного анализа необходимо анализировать каждый кадр, но для кино подобный подход неестественен. Отсюда возникает проблема: как возможно оценивать кино, если оно всегда движется, а мы не успеваем его осмысливать?
Помимо этого, семиология кино с трудностью расшифровывания кадра. Поскольку кадр всегда находится в рамках какого-либо фильма, он длится определённое время. От длительности кадра на экране зависит количество возможных интерпретаций. Как замечает сам Барт, если показать людям один и тот же кадр с разной длительностью, их толкования кадра будут разными.
Семиология Ролана Барта раскрывает множество трудностей, связанных с механикой кино. В первую очередь, философ актуализирует проблему целостного толкования аудиовизуального произведения, которая во многом основана на дискретности кинокода и особенности нахождения кинематографического кадра во времени. Грамматика кинематографа не сводима к лингвистическим элементам: такие свойства кино, как  наличие “третьего смысла” и дискретности говорят о трудности перевода кинокартины через письменную речь.

## Критика обсуждение
Подлинный язык (язык-объект), по мнению Р.Барта, радикально немифичен. Данный тезис вызывает множество возражений, как фактического, так и методологического характера. Различение чистого, “действительного” и идеологизированного языков проводится непоследовательно и противоречиво. У Барта понятие “языка-объекта” страдает полисемантичностью, в зависимости от работ.
С другой стороны, критике может быть подвергнуто определение языка объекта с точки зрения его «операционального» характера немифической речи, то может оказаться, что язык здесь сам себя отрицает. Дело в том, что если «Портрет молодого человека» Рембрандта сводить лишь к тому, что это - лишь портрет молодого человека (“действительный смысл”, по Барту), а все остальное (замысел, интерпретации, эмоции и т.д.) - лишь идеология (то есть лишняя форма), то язык-объект превращается в систему знаков, функциональной в строго определённой ситуации.
Сущностное наполнение мифов, предложенное Р. Бартом, является относительно свободным. Согласно данному подходу, под мифом может пониматься как отдельный элемент текста, так и структурная взаимосвязь нескольких элементов. Однако у такой «открытой» интерпретации мифов, как системы знаков, есть свой изъян. Подобная модель интерпретации оставляет не разрешенной проблематику формализированности внутренних элементов в тексте для определения принадлежности к идеологии. А во вторых, какие элементы непосредственно передают миф ( или по Р. Барту базовую единицу мифов)?